# John Gribbin
John Gribbin (Maidstone, 19 de março de 1946) é um astrofísico britânico.

## Biografia
John Gribbin obteve o grau de bacharel em física na Universidade de Sussex em 1966, onde obteve o mestrado em astronomia em 1967, com doutorado em astrofísica na Universidade de Cambridge em 1971.

## Obras

### Ciência
- (1999) Almost Everyone's Guide to Science: The Universe, Life and Everything, Yale University Press ISBN 0-300-08460-9
- (1999) Get a Grip on New Physics, Weidenfeld & Nicolson, London ISBN 0-297-82703-0
- (1999) The Little Book of Science, Barnes and Noble, ISBN 978-0-7607-1687-8
- (2003) Science: A History 1543-2001, Gardners Books ISBN 0-14-029741-3
- (2003) The Scientists: A History of Science Told Through the Lives of Its Greatest Inventors, Random House ISBN 0-8129-6788-7
- (2006) The Fellowship: The Story of a Revolution, Allen Lane ISBN 0-7139-9745-1 (the story of the Royal Society)
- (2009) Flower Hunters, Oxford University Press, with Mary Gribbin, 320 pages ISBN 978-0-19-956182-7

### Livros infantis sobre ciência
- (2003) Big Numbers: A Mind Expanding Trip to Infinity and Back (coauthor Mary Gribbin), Wizard  Books (children’s imprint of Icon Books) 2005 edition ISBN 1-84046-661-8
- (2003) How far is up? : Measuring the Size of the Universe (coauthor Mary Gribbin), Icon Books 2005 edition ISBN 1-84046-439-9
- (2008) Time Travel for Beginners (coauthor Mary Gribbin), Hodder Children's ISBN 978-0-340-95702-8
- (2000) Eyewitness: Time & Space, DK Children ISBN 0-7894-5578-1

### Predições
- (1974) The Jupiter Effect: The Planets As Triggers of Devastating Earthquakes (coauthor Stephen H. Plageman), Random House ISBN 0-394-72221-3; revised edition published as The Jupiter Effect Reconsidered, Vintage Books (New York, NY), 1982 ISBN 0-394-70827-X
- (1983) Beyond the Jupiter Effect, Macdonald ISBN 0-356-08686-0

### O Sol
- (1980) The Death of the Sun, Dell Publishing ISBN 978-0-440-51854-9 (also as The Strangest Star: The Scientific Account of the Life and Death of the Sun, 1980, Athlone Press ISBN 978-0-485-11207-8)
- (1991) Blinded by the Light: The Secret Life of the Sun, Bantam ISBN 978-0-593-02064-7

### Física Quântica
- (1984) In Search of Schrödinger's Cat: Quantum Physics And Reality, Bantam Books ISBN 0-553-34253-3
- (1996) Schrödinger's Kittens and the Search for Reality, Back Bay Books ISBN 0-316-32819-7
- (1998) Q Is for Quantum: An Encyclopedia of Particle Physics, Free Press ISBN 0-684-85578-X
- (2002) Quantum Physics (Essential Science), Dorling Kindersley ISBN 978-0-7513-3976-5
- (2007) (em francês) La physique quantique, Pearson Education ISBN 978-2-7440-7263-5

### Evolução e Genética Humana
- (1982) The Monkey Puzzle: A Family Tree (coauthor Jeremy Cherfas), Pantheon Books ISBN 0-394-52794-1
- (1988) The One Percent Advantage: The Sociobiology of Being Human, Blackwell Pub ISBN 978-0-631-16004-5
- (1990) Children of the Ice: Climate and Human Origins, Blackwell Pub (with Mary Gribben) ISBN 978-0-631-16817-1
- (1993) Being Human: Putting People in an Evolutionary Perspective, J.M.Dent & Sons (with Mary Gribben) ISBN 978-0-460-86164-9
- (1985) In Search of the Double Helix, McGraw-Hill ISBN 978-0-07-024740-6
- (1985) The Redundant Male: Is Sex Irrelevant in the Modern World? (coauthor Jeremy Cherfas) Paladin ISBN 978-0-586-08503-5
- (2003) The Mating Game, (revised edition of The Redundant Male) Barnes and Noble ISBN 978-0-7607-4543-4
- (2003) The First Chimpanzee: In Search of Human Origins, (coauthor Jeremy Cherfas) Barnes and Noble ISBN 978-0-7607-4542-7

### Mudança Climática e outros eventos terrestres
- (1975) Our Changing Climate, Faber and Faber ISBN 978-0-571-10696-7
- (1976) Forecasts, Famines, and Freezes: Climates and Man's Future, Wildwood House Ltd ISBN 978-0-7045-0193-5
- (1977) Our Changing Planet, Wildwood House Limited ISBN 0-690-01693-X
- (1978) Climatic Change, Cambridge University Press ISBN 978-0-521-21594-7
- (1978) The climatic threat: What's wrong with our weather?, Fontana ISBN 978-0-00-634832-0
- (1979) Climate and Mankind, Earthscan, 56 pp ISBN 978-0-905347-12-7
- (1979) Weather Force: Climate and Its Impact on Our World, (co-author: John Man) Putnam Pub Group ISBN 978-0-399-12400-6
- (1981) Carbon Dioxide, Climate, and Man, Intl Inst for Environment, 64 pp. ISBN 978-0-905347-28-8
- (1982) Future Weather and the Greenhouse Effect, Delacorte Press ISBN 978-0-440-02498-9
- (1985) Weather, Macdonald Education, 48 pp. ISBN 978-0-356-11183-4
- (1986) The Breathing Planet, (editor) Blackwell Publishers ISBN 978-0-631-14288-1
- (1988) The Hole in the Sky: Man's Threat to the Ozone Layer (rev. ed, 1993) Bantam ISBN 978-0-553-27537-7
- (1989) Winds of Change, Hodder Arnold ISBN 978-0-340-52283-7
- (1990) Hothouse Earth: The Greenhouse Effect and Gaia, Random House ISBN 978-0-517-07951-5
- (1992) Too Hot to Handle? Greenhouse Effect, Corgi ISBN 978-0-552-54295-1
- (1979) This Shaking Earth (aka Earthquakes & Volcanoes) Sidgwick & Jackson Ltd ISBN 978-0-283-98462-4
- (1996) Watching the Weather, Trafalgar Square ISBN 978-0-09-477380-6

### Astronomia e descrição do universo
- (1976) Astronomy for the Amateur, Macmillan ISBN 978-0-333-18806-4
- (1976) Our Changing Universe: The New Astronomy, Dutton ISBN 978-0-87690-216-5
- (1977) White Holes: Cosmic Gushers in the Universe, Delacorte Press/E. Friede ISBN 978-0-440-09529-3
- (1979) Timewarps, Delacorte Press/E. Friede ISBN 978-0-440-08509-6
- (1981) Future Worlds, Springer ISBN 978-0-306-40780-2
- (1982) Cosmology Today, (editor and contributor) IPC Media ISBN 978-0-85037-518-3
- (1983) Spacewarps: Black Holes, White Holes, Quasars, and the Universe, Delta ISBN 978-0-14-022531-0
- (1992) In Search of the Edge of Time: Black Holes, White Holes, Worm Holes, Bantam Books ISBN 978-0-593-02409-6 (US title Unveiling the Edge of Time, Three Rivers Press. 1994 reprint: ISBN 0-517-88170-5)
- (1994) Time and Space, as Eyewitness: Time and Space, (2000) DK Children ISBN 978-0-7894-5578-9
- (1996) Companion to the Cosmos, John and Mary Gribbin, Little: ISBN 0-316-32835-9
- (1997) Time and the Universe (Whats the Big Idea), (children's) Hodder & Stoughton ISBN 978-0-340-65590-0
- (1998) The Case of the Missing Neutrinos: And Other Phenomena of the Universe, Fromm Intl. ISBN 978-0-88064-199-9
- (1998) The Search for Superstrings, Symmetry, and the Theory of Everything, Little, Brown and Company ISBN 978-0-316-32975-0
- (1998) Watching the Universe, Constable ISBN 978-0-09-478230-3
- (2001) Space: Our Final Frontier, BBC Books ISBN 978-0-563-53713-7
- (2001) Hyperspace: The Universe and Its Mysteries, (also pub as Space: Our Final Frontier) DK ADULT ISBN 978-0-7894-7838-2
- (2008) Galaxies: A Very Short Introduction, Oxford University Press, USA ISBN 978-0-19-923434-9
- (2007) The Universe: A Biography, Allen Lane ISBN 0-7139-9857-1
- (2008) From Here to Infinity: The Royal Observatory Greenwich Guide to Astronomy, (with Mary Gribbin) National Maritime Museum ISBN 978-0-948065-78-1 republished in 2009 as From Here to Infinity: A Beginner's Guide to Astronomy, Sterling ISBN 978-1-4027-6501-8
- (2011) Alone in the Universe: Why Our Planet Is Unique, John Wiley & Sons ISBN 978-1-118-14797-9

### Origens do Universo
- (1976) Galaxy Formation: A Personal View, Wiley ISBN 978-0-470-32775-3
- (1982) Genesis: The Origins of Man and the Universe, Delacorte Press ISBN 978-0-385-28321-2
- (1986) In Search of the Big Bang, Bantam ISBN 0-553-34617-2
- (1993) In the Beginning: The Birth of the Living Universe (In the Beginning, Viking ISBN 978-0-670-84927-7
- (1994) In the Beginning: After COBE and before the Big Bang, Bulfinch Press ISBN 978-0-316-32833-3
- (1997) Origins: Our Place in Hubble's Universe, Constable and Robinson ISBN 978-0-09-477550-3 (as Empire of the Sun, ’98; as Cosmos ’06)
- (2001) The Birth of Time: How Astronomers Measured the Age of the Universe, Yale University Press ISBN 0-300-08914-7 (2009 edition ISBN 978-0-300-08914-1)

### Novelas
- (1980) The Sixth Winter(with Douglas Orgill)(novel) Simon & Schuster ISBN 978-0-671-25016-4
- (1982) Brother Esau (with Douglas Orgill) (novel) Harper & Row ISBN 978-0-06-039016-7
- (1988) Double Planet (with Marcus Chown) (novel) Victor Gollancz ISBN 978-0-575-04357-2
- (1990) Father to the Man (novel) Tor Books ISBN 978-0-8125-3850-2
- (1991) Ragnarok (with D.G. Compton) (novel) Gollancz ISBN 978-0-575-05110-2
- (1991) Reunion (with Marcus Chown) (novel) Gollancz ISBN 978-0-575-04860-7
- (1993) Innervisions (novel) Penguin Books ISBN 978-0-14-017447-2
- (2009) Timeswitch (novel) PS Publishing ISBN 978-1-906301-61-3
- (2011) The Alice Encounter (novella) PS Publishing ISBN 978-1-84863-138-0

### Biografias
- (1992) Stephen Hawking A Life in Science (coauthor Michael White), National Academies Press ISBN 0-452-26988-1, 2002 edition: ISBN 0-309-08410-5
- (1993) Einstein : A Life in Science, (coauthor Michael White) Simon & Schuster ISBN 0-671-01044-1
- (1995) Darwin: A Life in Science, (coauthor Michael White) Dutton Adult ISBN 978-0-525-94002-9
- (1997) Darwin in 90 Minutes, (with Mary Gribbin)  Constable and Robinson ISBN 978-0-09-477050-8 (Part of a series including: Curie ISBN 978-0-09-477020-1, Einstein ISBN 978-0-09-477130-7, Faraday ISBN 978-0-09-477100-0, Galileo ISBN 978-0-09-477110-9, Halley ISBN 978-0-09-477030-0, Mendel ISBN 978-0-09-477120-8, Newton ISBN 978-0-09-477040-9)
- (1997) Richard Feynman: A Life in Science, (coauthor Mary Gribbin) Penguin Books ISBN 0-14-025334-3
- (2003) FitzRoy: The Remarkable Story of Darwin's Captain and the Invention of the Weather Forecast, Yale University Press ISBN 0-300-10361-1
- (2005) Annus Mirabilis: 1905, Albert Einstein, and the Theory of Relativity, (coauthor Mary Gribbin) Chamberlain Bros. ISBN 1-59609-144-4 (includes DVD)
- (2009) He Knew He Was Right: The Irrepressible Life of James Lovelock and Gaia (co-author Mary Gribbin), Allen Lane. ISBN 978-1-84614-016-7